# Oldenburgischer benzolelektrischer Triebwagen
Der benzolelektrische Triebwagen der Großherzoglich Oldenburgischen Staatseisenbahnen war ein 1910 beschafftes Fahrzeug, dessen Einsatz über den Versuchsbetrieb nicht hinauskam.

## Geschichte
Wie auch andere Gesellschaften zu dieser Zeit suchte die Großherzoglich Oldenburgische Eisenbahn nach effizienteren Fahrzeugen für den Personenverkehr. Bei der Beschaffung eines benzolelektrischen Triebwagens orientierte man sich an für die Preußischen Staatsbahnen gelieferten Fahrzeugen. Das Unternehmen Düsseldorfer Eisenbahnbedarf lieferte 1910 einen entsprechenden Triebwagen. Die elektrische Ausrüstung kam von der AEG.
Der Einsatz erfolgte auf den Strecken Jever-Carolinensiel und Oldenburg-Cloppenburg sowie für Personalfahrten zum Verschiebebahnhof in Oldenburg. Der Treibstoffmangel während des Ersten Weltkrieges beendet die Einsätze.

## Konstruktiver Aufbau
Das Fahrzeug verfügte über einen Wagenkasten-Rahmen mit Längsversteifungen. Die beiden Drehgestelle besaßen einen Außenrahmen. Die Drehpfannen waren als Kuppellager ausgebildet und ruhten auf Blattfedern. Das vordere Drehgestell hatte einen Achsstand von 3200 mm um den Maschinensatz unterbringen zu können. Der Motor war mit einer flachen einseitigen Blechhaube versehen, die nach vorn abgezogen werden konnte. 
Der Benzolmotor (Ottomotor für Benzol-Kraftstoff) trieb einen Gleichstromgenerator an. Die von diesem Generator gespeisten Elektromotoren im hinteren Drehgestell trieben wiederum über ein Zahnradgetriebe die Treibachsen an. Der Benzolmotor konnte mittels einer elastischen Kupplung vom Generator getrennt werden. Die Abgase wurden über einen Abzugsschlot bis zum Wagendach geleitet. Der Motorkühler war auf dem Fahrzeugdach angeordnet.
Der Aufbau besaß an den beiden Fahrzeugenden jeweils einen Führerstand. Auf beiden Seiten befanden sich zwei Einstiege über Trittstufen. Das Fahrzeug besaß fünf Abteile der 3. Klasse und drei Abteile der 4. Klasse. Die Heizung erfolgte über das Motorkühlwasser. Auf dem Wagenkasten befanden sich fünf statische Lüfter. 
Für die Beleuchtung war eine Batterie unter dem Wagenkasten angeordnet. Der Sandstreuer wurde mit Pressluft betätigt.